# La Lego Ninjago pel·lícula
La Lego Ninjago pel·lícula (títol original en anglès: The Lego Ninjago Movie) és una pel·lícula d'aventures animada per ordinador produïda als Estats Units i estrenada el 22 de setembre del 2017, segona sèrie derivada de La Lego pel·lícula després de Batman. La Lego pel·lícula. Està dirigida per Charlie Bean, Paul Fisher i Bob Logan, escrita per Bob Logan, Paul Fisher, William Wheeler, Tom Wheeler, Jared Stern i John Whittington i distribuïda per Warner Bros Pictures. Basada en la sèrie Ninjago: Mestres del Spinjitzu i en la línia de construcció de joguines Lego. Ha estat doblada al català.

## Argument
Un jove s'aventura en una antiga tenda de relíquies on coneix al seu misteriós amo, el Sr. Liu, qui comença a explicar-li al nen la llegenda de Ninjago. Ninjago és una ciutat que amb freqüència és atacada pel malvat Lord Garmadon, que és el pare de Lloyd Garmadon i espòs de Koko. La ciutat menysprea a Lloyd per aquesta relació, la qual cosa posa a Lloyd en estrès emocional. No saben que Lloyd és part de la força ninja secreta, que consisteix en Nya, Zane, Jay, Col·le, Kai i el seu mestre, el Mestre Wu, i que sempre impedeixen que Garmadon s'apoderi de la ciutat. En l'aniversari de Lloyd, Garmadon ataca la ciutat una vegada més, només per ser derrotat. S'escapa i llança a molts dels seus generals al volcà per no haver pogut ajudar-ho. Llavors crea un gran atac per conquistar Ninjago, i decideix construir un mecanisme gegantesc que és immune a les armes.
Mentrestant, Lloyd i els seus amics veuen el retorn del Mestre Wu, que torna del seu llarg viatge. El Mestre Wu els diu que no són veritables ninjas si només usen mechs i màquines. Ell discuteix amb Lloyd que ell és l'element verd, només per confondre a Loyd amb aquest tema. El Mestre Wu li diu a Lloyd que no ha d'estar enutjat amb Garmadon; ell ha d'usar la seva ment per lluitar. Wu esmenta un Ultimate Weapon, donant a Lloyd una idea per finalment derrotar a Garmadon d'una vegada per sempre, a pesar que se li prohibeix usar-ho. L'endemà Garmadon ataca la ciutat amb la seva mech geganta. Ell derrota amb èxit a Lloyd i el seu propi robot. Quan Garmadon declara el seu domini sobre Ninjago, Lloyd torna amb l'arma definitiva. Ho dispara, revelant que és un làser que atreu a un gat de la vida real anomenat Meowthra. Meowthra comença a destruir la ciutat, mentre intenta obtenir el làser. Garmadon apunta el làser per fer que el gat destrueixi als altres mechs, abans que Lloyd ho trenqui. Mentre Garmadon celebra la seva victòria, Lloyd revela que ell és el ninja verd, i li diu a Garmadon que desitja no ser el seu pare, deixant a Garmadon sense paraules.
Lloyd es troba amb els seus amics i el Mestre Wu, els qui estan molests amb ell per usar l'arma. Wu els diu que han d'usar un Ultimate, Ultimate Weapon per evitar que Meowthra destrueixi la ciutat, a la qual arribarien en creuar el Bosc dels Perills, el Canó de la Mort i el Temple de les Fràgils Fundacions. Garmadon sent que Wu parla sobre l'arma i ho segueix de prop. Es troba amb Wu i lluita amb ell, només per acabar en una gàbia, derrotat. No obstant això, Wu perd l'equilibri i cau d'un pont a un riu, dient-li a Lloyd que ha d'usar la pau interior abans de ser escombrat. Els ninjas decideixen continuar, amb Garmadon guiant-los molt a la decepció de Lloyd. Són atrapats pels antics generals de Garmadon, que volen venjança. Els ninjas intenten lluitar però són derrotats fàcilment; es retiren deixant a Lloyd i Garmadon darrere per ser atrapats pels generals. Els generals comencen a disparar a Lloyd i Garmadon en un volcà, no obstant això, la resta dels ninjas salven el dia usant la lluita sigilosa. Tots treballen junts amb Garmadon per escapar dels generals enutjats construint un helicòpter improvisat, i Lloyd i Garmadon s'uneixen en el procés.
Eventualment s'estavellen contra el Temple de Fràgils Fundacions. Garmadon revela que és la seva llar, així com Koko, que anteriorment era una guerrera ninja. Li revela a Lloyd que desitja haver-se quedat amb ell i la seva mare després de decidir conquistar Ninjago, però no va poder canviar, així que va haver de quedar-se enrere. Els ninjas troben el Ultimate Ultimate Weapon, que consisteix en un conjunt de menuderies, només perquè sigui robat per Garmadon, qui encara vol fer-se càrrec de la ciutat. Ell vol que Lloyd sigui el seu general, però Lloyd rebutja la seva oferta. Fora de la fúria, Garmadon els tanca a tots en el temple quan comença a col·lapsar. Lloyd s'adona que la pau interior significa que ells deslliguen el seu poder interior, i ho aconsegueixen amb èxit, escapant del temple que s'esfondra. Quan cauen d'un penya-segat, Wu els salva amb el seu vaixell, i es dirigeixen cap a Ninjago. Garmadon arriba i intenta controlar a Meowthra amb les armes, però Meowthra es menja a Garmadon en el seu lloc. Lloyd i la tripulació arriben i comencen a lluitar contra l'exèrcit de Garmadon. Quan Lloyd s'acosta a Meowthra, els revela a tots que ell és el ninja verd, i s'adona que el verd és vida, la qual cosa uneix tot. Ell consola a Meowthra, i li diu a Garmadon que ho perdona, i que ho lamenta. Garmadon plora llàgrimes de foc, la qual cosa fa que el Meowthra ho escopís. Després de reconciliar-se, Garmadon es muda amb Lloyd i Koko, Meowthra es converteix en la mascota de Ninjago, i Lloyd és aclamat com un heroi. Quan la història conclou, el Sr. Liu li diu al nen que començarà a entrenar-ho com un ninja.

## Repartiment
- Jackie Chan: Maestro Wu / Sr. Liu
- Dave Franco: Lloyd Garmadon
- Fred Armisen: Col·le
- Kumail Nanjiani: Jay
- Michael Peña: Kai
- Abbi Jacobson: Nya
- Zach Woods: Zane
- David Burrows: Ninja fúcsia
- Alex Kauffman: Ordinador Ninja
- Justin Theroux: Lord Garmadon
- Ali Wong: General Olivia
- Olivia Munn: Koko